# Смілка середня
Смілка середня (Silene media) — вид квіткових рослин родини гвоздикових (Caryophyllaceae).

## Біоморфологічна характеристика
Це дворічна рослина 40–90 см заввишки, внизу шорстка, вгорі гола. Листки ланцетні, довго загострені. Чашечки голі, з тупими зубцями. Пелюстки на 1/3 довші за чашечки. Коробочки кулясті.

## Поширення
Росте у Євразії від України до Казахстану та Західного Сибіру.
В Україні вид росте на пісках, степах, схилах — у Лівобережному Степу, рідко (Дніпропетровська та Донецька обл.)